# José León Barandiarán
José León Barandiarán (Lambayeque, 8 de diciembre de 1899 - Lima, 27 de julio de 1987) abogado, jurista, profesor universitario y político peruano. Fue un eminente tratadista del Derecho Civil en el Perú y el más calificado de los codificadores y críticos del Código Civil de 1984.

## Vida personal
Hijo de Augusto F. León Paredes (1866-1927), diputado por Lambayeque 1901-1912 y vicepresidente de la Cámara de Diputado en 1908 y de Margarita Barandiarán Niño Ladrón de Guevara (1867-1961). Hermano del escritor, médico y folclorista Augusto León Barandiarán (1895-1950), Se casó con Rebeca Hart Rivero con quien tuvo cuatro hijos José León Barandiarán Hart, abogado y decano de la facultad de derecho de la Universidad de Lima, Ana María, Eduardo y Miguel León Barandiarán.
Su educación básica transcurrió como alumno del Colegio Nacional de San José de Chiclayo.

## Primeros años de relación con la Universidad
En 1919 ingresó a la Universidad Nacional Mayor de San Marcos, a la Facultad de Letras, Filosofía e Historia. encontrando entre sus profesores de Derecho a Manuel Vicente Villarán, cuya calidad de maestro supo valorar León Barandiarán en su justa dimensión. En la cátedra de Filosofía del Derecho, que regentaba Humberto García Urrutia, tomó contacto con la preclara figura de Rudolf Stammler, a quien se debe el renacer de la jus filosofía en el presente siglo al haberla rescatado del ostracismo a que la condenó, principalmente, el positivismo del siglo XIX.   
En 1924 se graduó de Abogado y fundó una Escuela de Derecho Civil; en 1928, se inicia en la carrera docente, que signó su vida al haber ganado por concurso una plaza como Profesor Adjunto en la Cátedra de Derecho Civil que regentaba ese gran civilista que fue Ángel Gustavo Cornejo, .labor interrumpida solo por su viaje de estudios a Alemania entre los años 1935 a 1937. En 1938 alcanza el grado de doctor en Derecho por la Universidad de San Marcos.  

## Producción Jurídica
Al mencionar la producción jurídica de León Barandiarán no podemos dejar de anotar, entre otros su valioso trabajo sobre el estudio comparativo de nuestro derogado Código Civil de 1852 y el Código Napoleón -recogido en la Revista del Foro- en el que vierte preciso juicio crítico sobre el Código que nos rigiera por más de ochenta años. A él hay que añadir diversos folletos tales como "Abraham Lincoln, campeón de la justicia", "La justicia", "Las antinomias del Derecho", "Algunas consideraciones sobre las Siete Partidas" y otros ensayos diseminados en revistas especializadas del país y del extranjero.

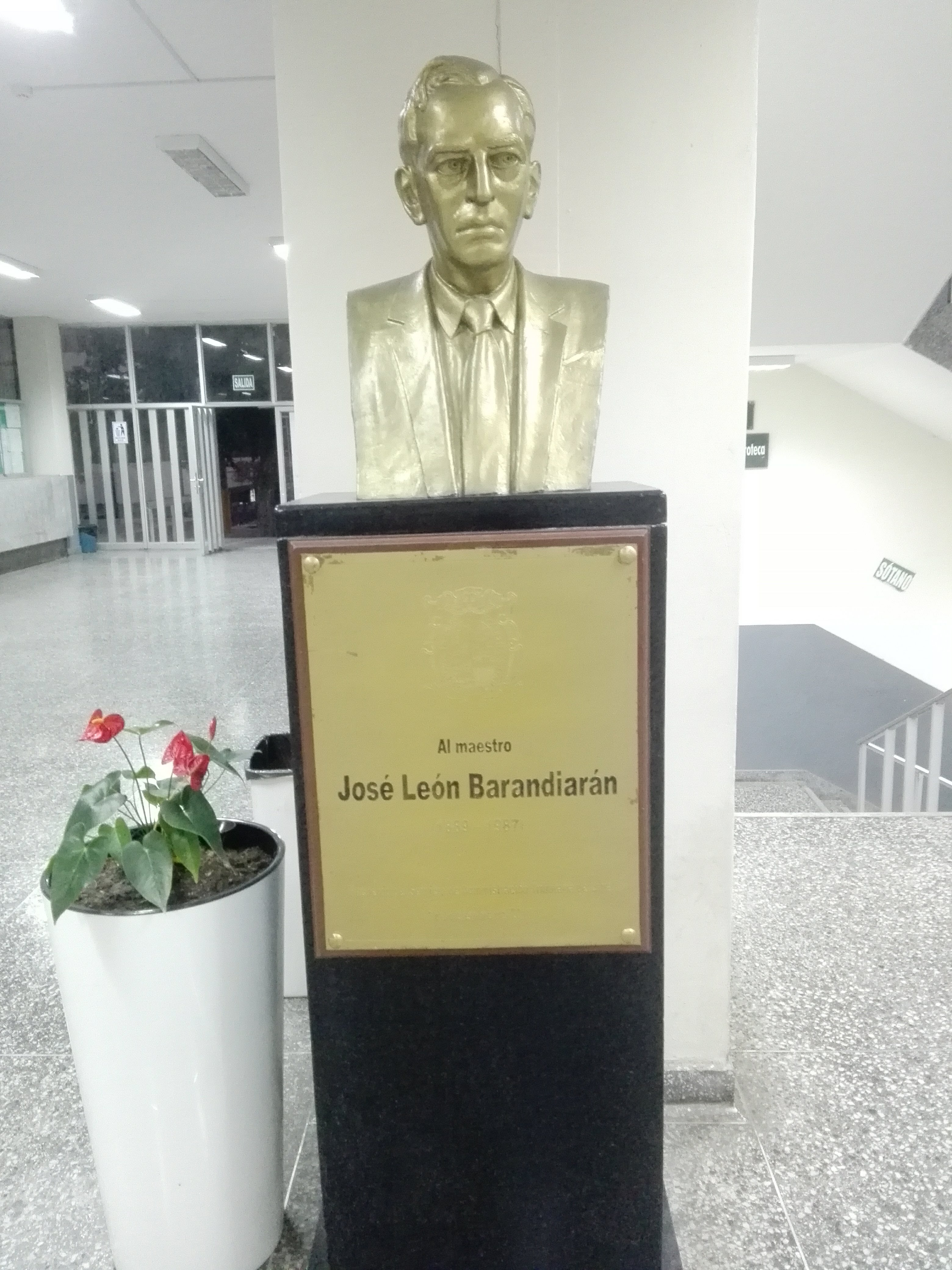
Escultura de José León Barandiarán en la UNMSM.

Su obra de mayor relevancia en los primeros años es “Comentarios al Código Civil” referido al códice de 1936. Su obra abarca el Título Preliminar, el derecho de personas, acto jurídico, derecho de las obligaciones y contratos dentro del Código Civil de 1936.
En sus Comentarios, como es sabido por todos los estudiosos del Derecho Civil en Perú, León Barandiarán estudia artículo por artículo el código de 1936, efectuando una acuciosa investigación del sentido de la norma jurídica mediante un profundo análisis de las cuestiones tratadas; refiriéndose, cuando es posible a la esclarecedora opinión del codificador, recogiendo diestramente el aporte de la doctrina que maneja con maestría, acudiendo con frecuencia al Derecho
La sabiduría jurídica de León Barandiarán hizo posible que regentara no sólo diversas cátedras de Derecho Civil sino que asumiera también la enseñanza de otras disciplinas del Derecho, como es el caso del Derecho Constitucional, del Derecho Comercial, del Derecho Internacional Privado o de la Filosofía del Derecho, entre otras. 
Su afición a la filosofía fue una constante en su vida. Comprendió que ella ilumina la ciencia jurídica, otorgándole sus necesarios supuestos. Tal vez, por ello, su tesis para optar el grado de doctor en Derecho, en 1938, se refiere a las “Cuestiones de la Filosofía del Derecho” y, por la misma razón, años más tarde, estudia a Martin Heidegger proyectado en lo jurídico. Son también dignos de recordar otros trabajos de alta calidad dedicados a esta materia, como es el caso de “La justicia”, “El derecho como categoría dimensional humana”, “El movimiento jurídico europeo”, “La concepción de la ley en Santo Tomás”, “El concepto del derecho” y “La dimensión temporal del derecho”.
Profesó en varias universidades del país. Se le recuerda como catedrático en la Universidad Nacional Mayor de San Marcos, su alma mater, pero actuó igualmente en la Pontificia Universidad Católica del Perú (PUCP), en la San Martín de Porres, ambas en Lima, en la San Luis Gonzaga de Ica y en la Pedro Ruiz Gallo de Lambayeque. Hasta poco antes de su muerte enseñó en la Universidad de Lima.

## Labores resaltantes

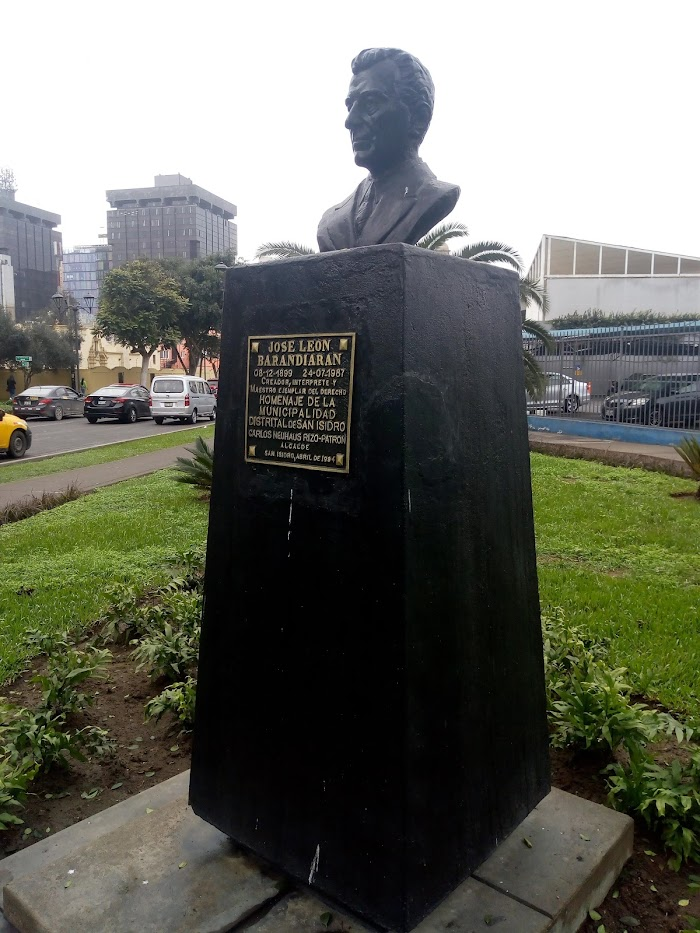
Homenaje a José León B. en San Isidro.

En 1930 integró la Comisión que redactó un Proyecto de Constitución Política del Estado, y en 1931 a la Comisión encargada de redactar el Proyecto de Ley de la Reforma Universitaria. Fue miembro de las comisiones de reforma del Código de Comercio, de la Ley del Notariado y de la Ley Orgánica del Poder Judicial.
Fue Ministro de Justicia en el último año de la presidencia de José Luis Bustamante y Rivero (1948), resistió el golpe militar del general Manuel A. Odría, junto al gobierno constitucional.    
En 1965, se creó una Comisión Reformadora, conformada por los más destacados profesores especialistas en cada uno de los libros que componen el Código Civil, encargada de revisar el Código Civil peruano de 1936.    
Después de aproximadamente veinte años, periodo interrumpido entre los gobiernos militares de 1968 y 1980,  el esfuerzo del arduo trabajo de la Comisión dio como resultado la promulgación del Código Civil de 1984.
Formó parte la Comisión encargada de elaborar el proyecto de Constitución del Estado de 1979, formando posteriormente otras comisiones. Incluso, llegó a ser Presidente de la Comisión de Reforma de la Ley del Notariado, Presidente de la Comisión de Reforma de la Ley Orgánica del Poder Judicial.
Decano de la Facultad de Derecho (1956-1957) y Rector de la Universidad Nacional Mayor de San Marcos (1957-1961).
Decano del Colegio de Abogados de Lima (1954-1955) en cuyo honor el principal auditorio de la entidad ubicada en el distrito de Distrito de Miraflores (Lima) lleva su nombre. 
Destacado comentarista del Código Civil de 1936 e importante ponente, además de integrante de la Comisión Encargada del Estudio y Revisión del Código Civil de 1984.
Entre las distinciones que recibió se hallan las de Rector Honorario de la Universidad Nacional Mayor de San Marcos (UNMSM), Profesor Emérito de la Facultad de Derecho, catedrático Honorario de las universidades de Lambayeque, Trujillo, Huánuco, Junín, Piura, Cusco, y Arequipa, catedrático Honorario de la Academia Colombiana de Jurisprudencia, de la Universidad de Chile, del Colegio de Abogados de México, miembro honorario del Colegio de Abogados de Lima (CAL), doctor honoris causa de la Universidad Rockefeller de USA, entre otros. En el año 1983, en reconocimiento al valioso aporte ofrecido a la cultura y al magisterio, el Gobierno de Fernando Belaúnde Terry le concede las Palmas Magisteriales en el rango de Amauta, aceptando asimismo la Medalla del Congreso, la de Orden del Sol del Perú en el grado de Gran Oficial y el galardón de la Corte Suprema de Justicia en el grado de Gran Cruz de la Orden Peruana de Justicia.
En el año 1944 se le otorga el Premio Nacional de Fomento a la Cultura Francisco García Calderón. En el año de 1961 las facultades de Derecho del Perú, reunidas en el Cuzco, le distingue el máximo galardón que se concede a un profesor peruano al designarlo como Maestro de la Docencia Jurídica. Durante la Segunda Legislatura Ordinaria de 1998 16.ª A Sesión, el 9 de junio de 1999, se aprueba, por consenso en el curso del debate, una comisión especial encargada de celebrar y organizar los sucesos conmemorativos del primer centenario del nacimiento del jurista José León Barandiarán.
Cabe resaltar que como homenaje a su distinguida y prolífica trayectoria en el Distrito de La Molina, en Lima, hay una avenida alameda principal que rodea la urbanización La Planicie con su nombre, arteria donde se ubican muchas residencias y el club de golf Country Club La Planicie.
Distinciones:
- Cruz de Hierro del gobierno de Alemania Occidental (1960)
- Orden del Sol del Perú (1965)
- Medalla del Congreso (1981)
- Palmas Magisteriales en grado de Amauta (1983)

## Obras
Obras de José León Barandiarán
- 1929 "Estudio de la Filosofía del derecho"
- 1930 "La Constitución de Weimar"
- 1938-1942 "Comentarios al Código Civil Peruano" 4 tomos
- 1943 "Abraham Lincoln"
- 1944 "Consideraciones Jurídicas sobre el Quijote"
- 1950 "Manual del Acto Jurídico"

Referencia: (CMB) Carlos Milla Bartres (Diversos), DICCIONARIO HISTORICO Y BIOGRAFICO DEL PERU Siglos XV-XX Tomo V H-M Editorial Milla Bartres, S.A.1986, pag 218,219.
Temas de Derecho, Homenaje a José León Barandiarán 3 Tomos Comisión Encargada de celebrar el centenario del nacimiento de José León Barandiarán 
Referencia: Fondo Editorial del Congreso Temas de derecho Homenaje a José León Barandiarán / presentación de Martha Hildebrandt, introd. Jorge Avendaño V. – Lima: Congreso del Perú , 2000 1272 pp ISBN 9972-755-45-2 ISBN 9972-755-48-7

| Predecesor: Aurelio Miró Quesada Sosa 1956-1957 | Rector de la Universidad Nacional Mayor de San Marcos 1957-1961 | Sucesor: Luis Alberto Sánchez Sánchez 1961-1963 |
| Predecesor: Alejandro Villalobos 1948           | Ministro de Justicia del Perú 1948                              | Sucesor: Marcial Merino 1948-1949               |